# 倉敷站
34°36′06″N 133°45′57″E / 34.6018°N 133.7657°E
倉敷站（日语：〔〕／ Kurashiki eki */?）是位於日本岡山縣倉敷市阿知，由西日本旅客鐵道（JR西日本）所經營的鐵路車站。本站是JR西日本的直營車站與倉敷地區的主要車站，山陽本線及伯備線在此站交會。本站也是山陽本線中庄車站至鴨方車站之間、伯備線清音車站至備中廣瀨車站之間、吉備線東總社車站至足守車站之間各車站的管理車站。車站南側還設有水島臨海鐵道的倉敷市車站，可以與水島本線轉乘。

## 歷史
倉敷車站於1891年4月25日隨著當時「山陽鐵道」自岡山車站往西延伸至本站時一同啟用，曾有短暫的兩個月是「山陽鐵道」最西端的終點站，在同年7月「山陽鐵道」即繼續往西延伸至笠岡車站。山陽鐵道在1906年被收歸國有後，於1909年正式訂名為山陽本線。
1925年伯備南線自倉敷車站往北路段開始逐步開通，倉敷車站也開始成為兩條鐵路路線的交會站；1928年伯備南線與伯備北線全路線通車後，兩條鐵路也合併改稱為伯備線。
此站先後在1941年及1981年啟用第二代及第三代的站舍。1987年配合國鐵分割民營化交由西日本旅客鐵道營運。2007年起全面導入新的閘機，開始可以使用非接觸式的智慧卡車票「ICOCA」。

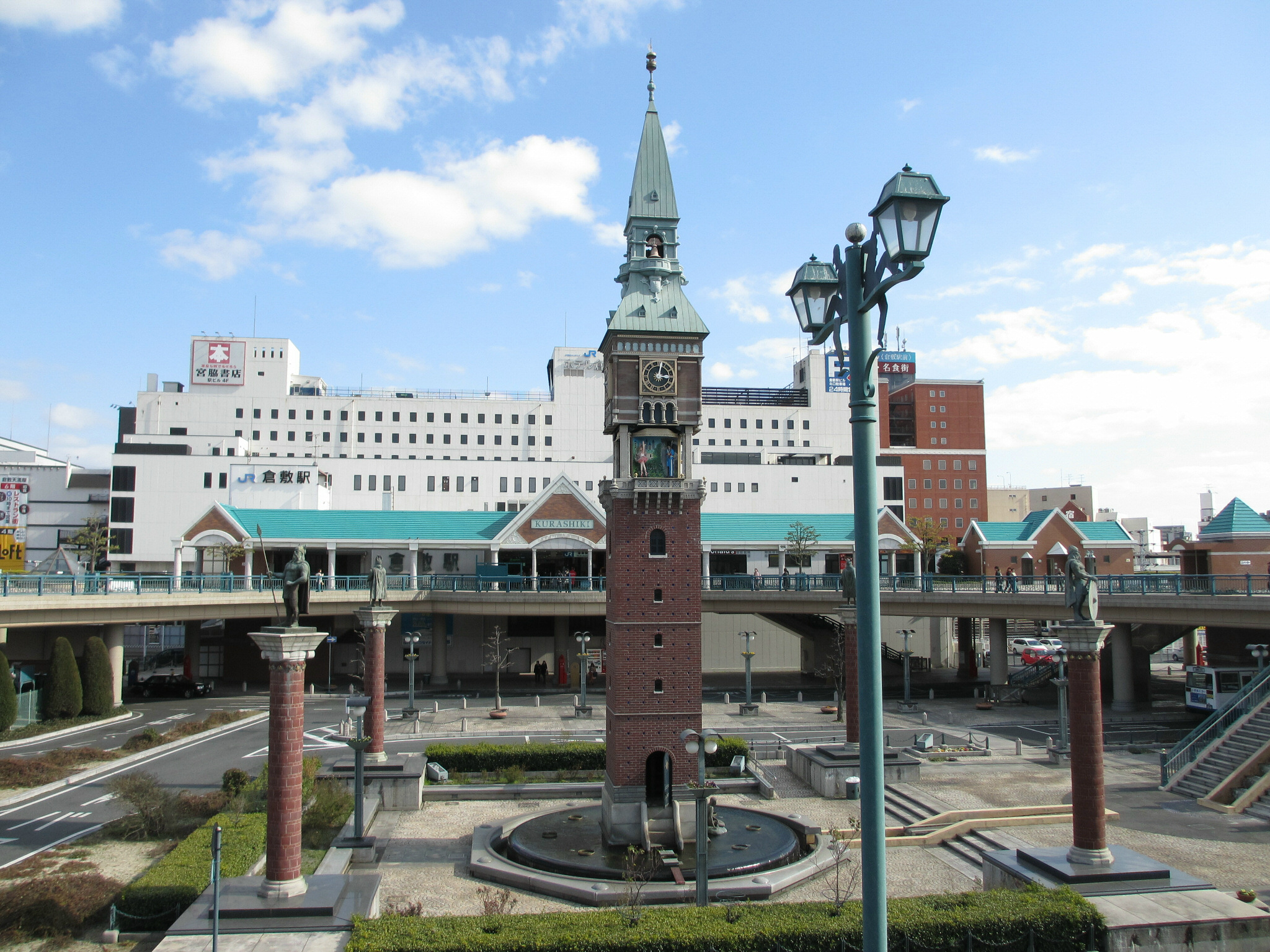
車站北口(2014年1月)
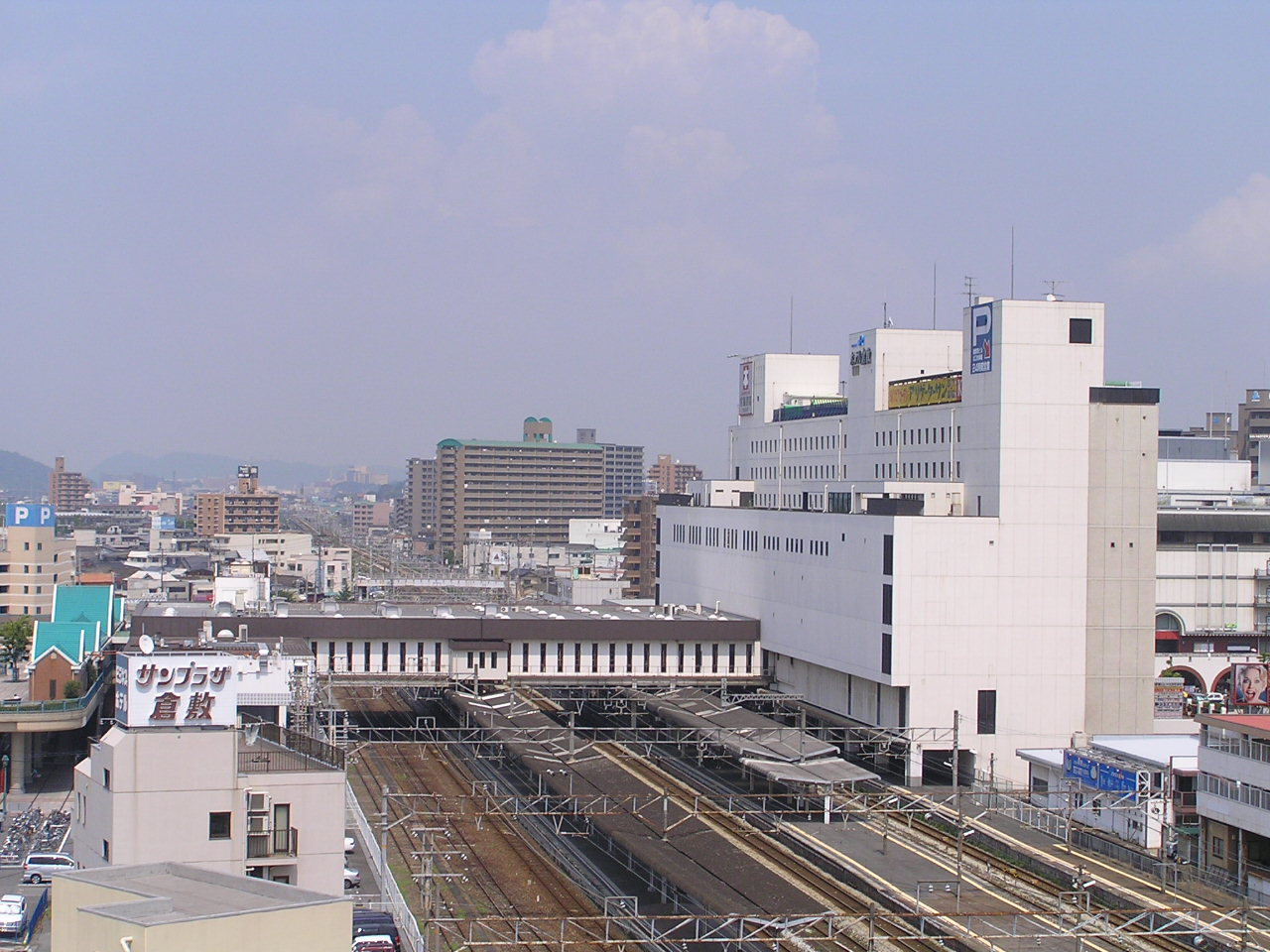
車站全景

## 車站構造
本站為採用跨站式站房的地面車站，並設有1面1線的側式月台與2面4線的島式月台，合計3面5線的月台。車站南北兩側的站前廣場上都設有高架人行步道，可以直接穿越馬路並與周邊建築直接連通。

### 月台配置
| 月台!路線 | 方向     | 目的地 | 列車接近提醒樂音                             |                                            |
| --------- | -------- | ------ | -------------------------------------------- | ------------------------------------------ |
| 1         | 山陽本線 | 下行   | 往新倉敷、福山、廣島方向                     | 《啟程的好日子》，及JR西日本標準樂音       |
| 2、3      | 山陽本線 | 上行   | 往岡山、姬路、播州赤穗方向（從福山車站發車） | 《我一直工作在鐵道上》，及JR西日本標準樂音 |
| 4         | 伯備線   | 下行   | 往總社、備中高梁、新見、米子方向             | 《蒸氣火車》，及JR西日本標準樂音           |
| 5         | 伯備線   | 上行   | 往岡山方向（從新見車站發車）                 | 《蒸氣火車》，及JR西日本標準樂音           |

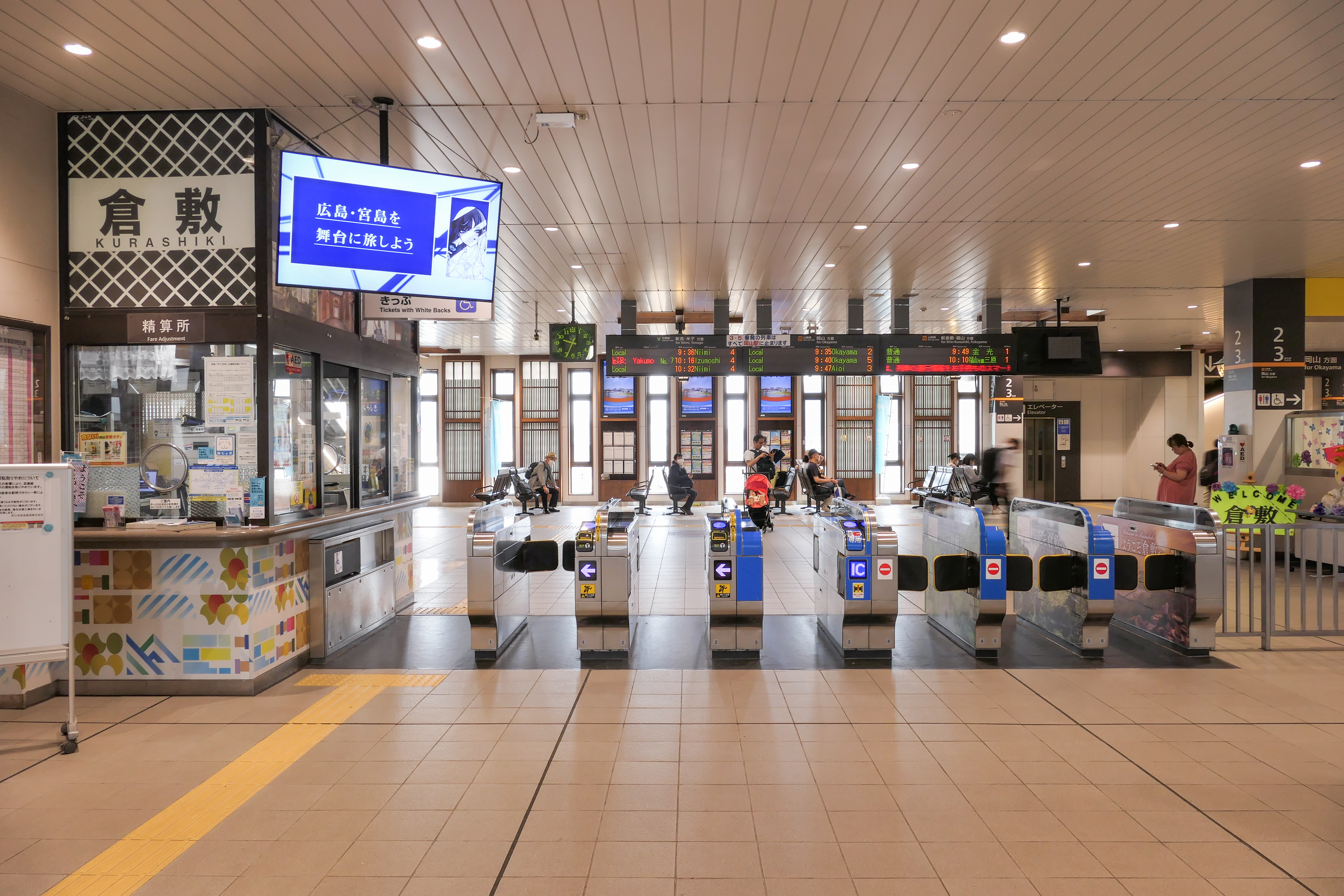
閘口（2023年6月）
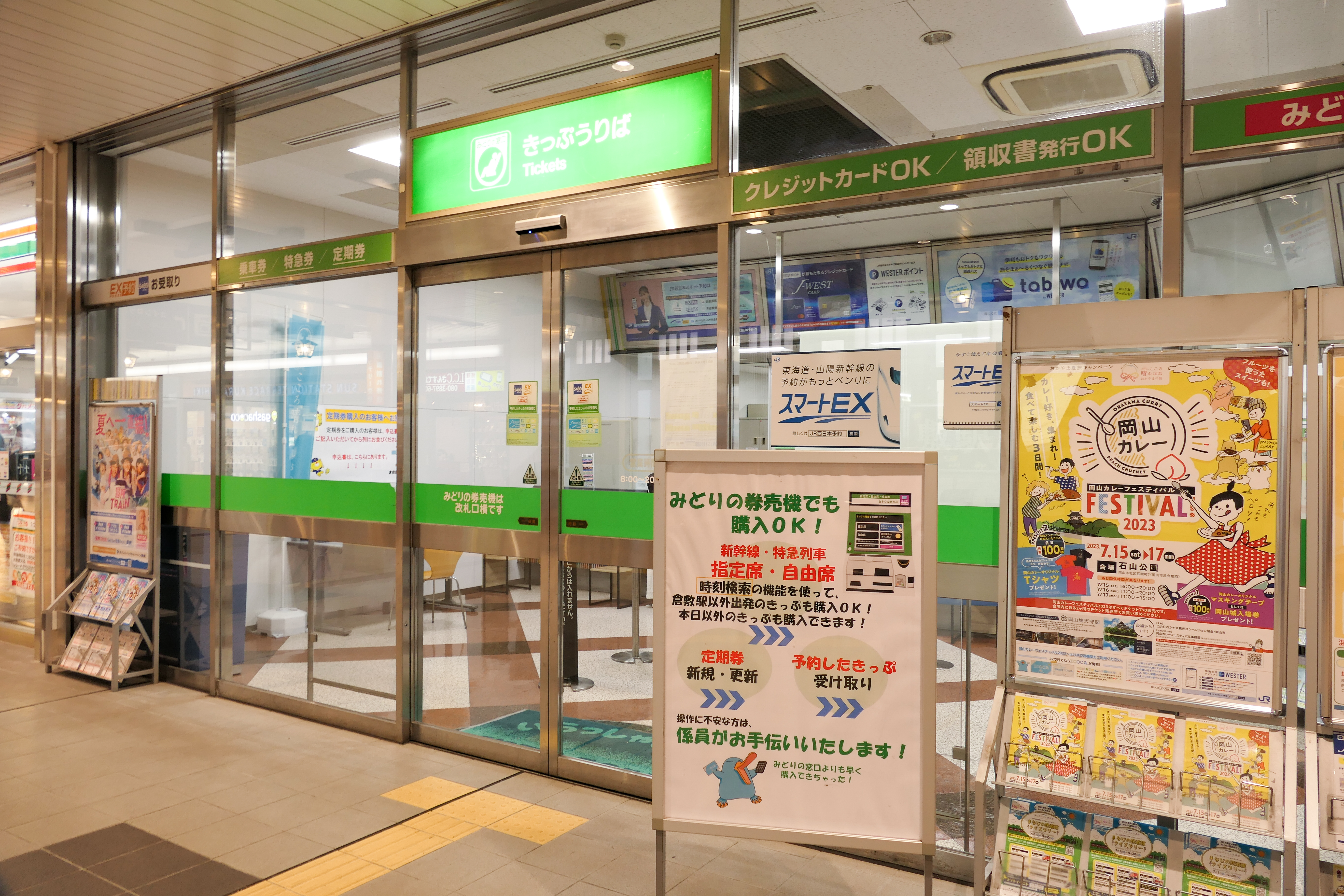
綠色窗口(2023年7月)
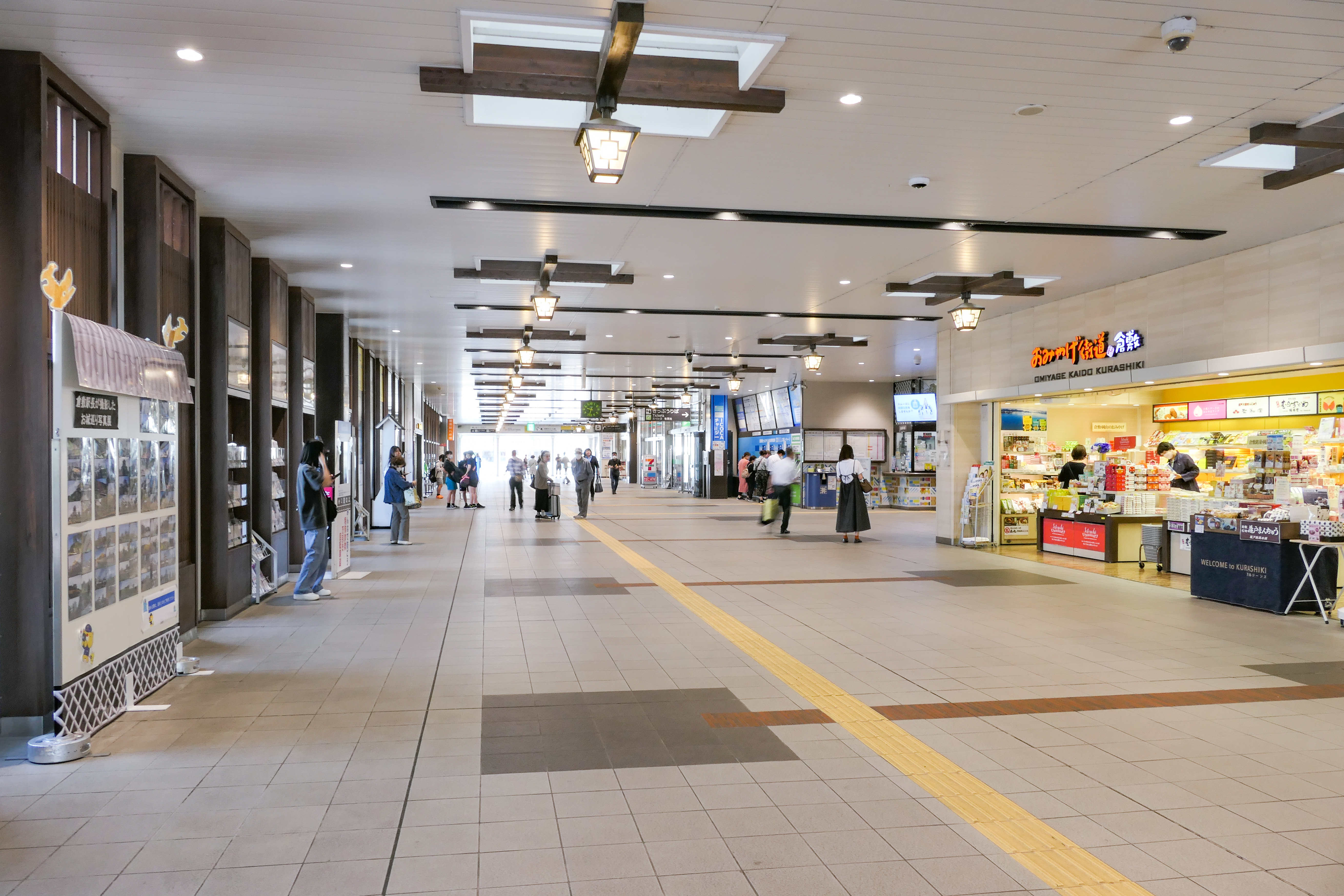
站內的南北連通通道(2023年6月)
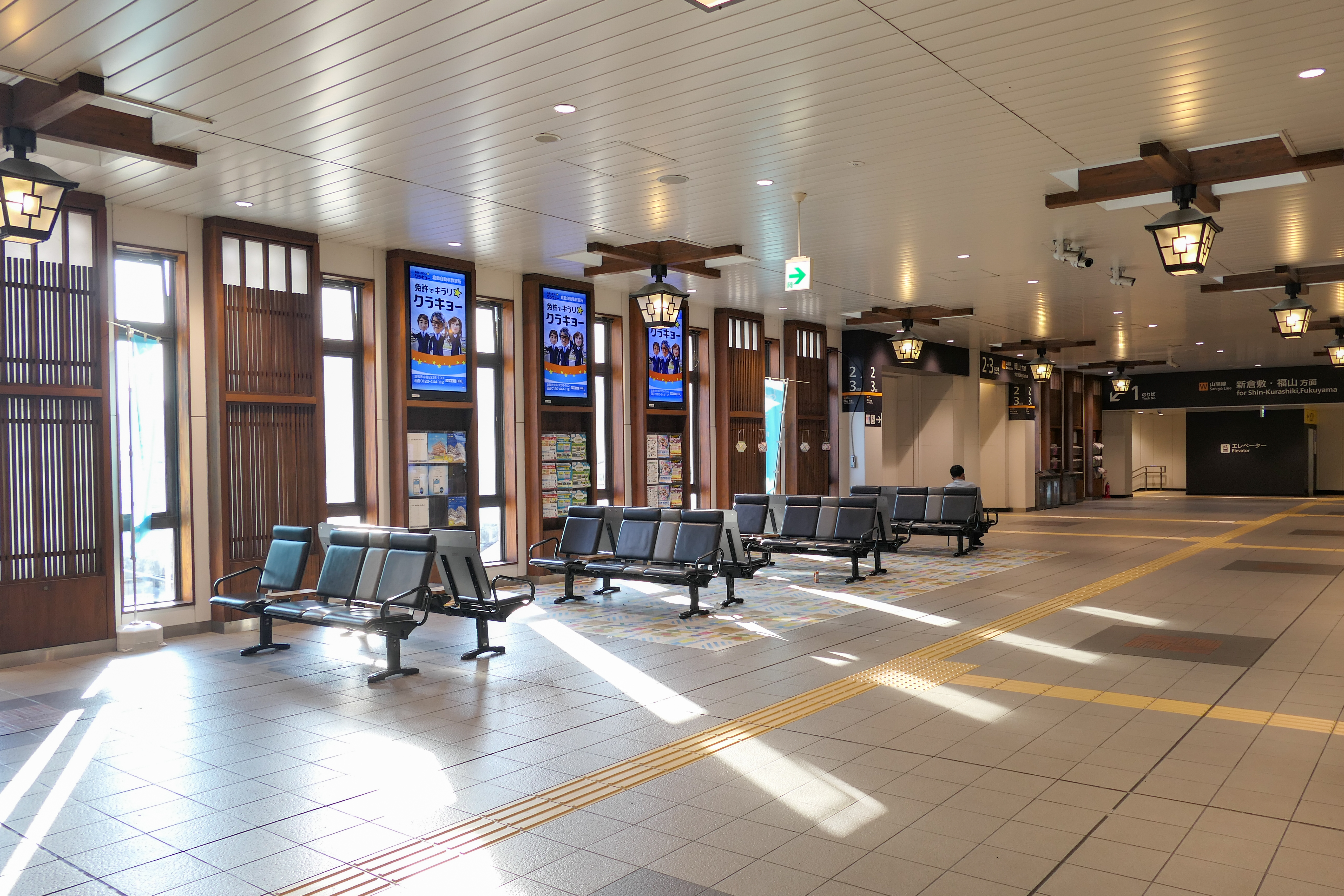
驗票閘口內的候車區(2023年7月)
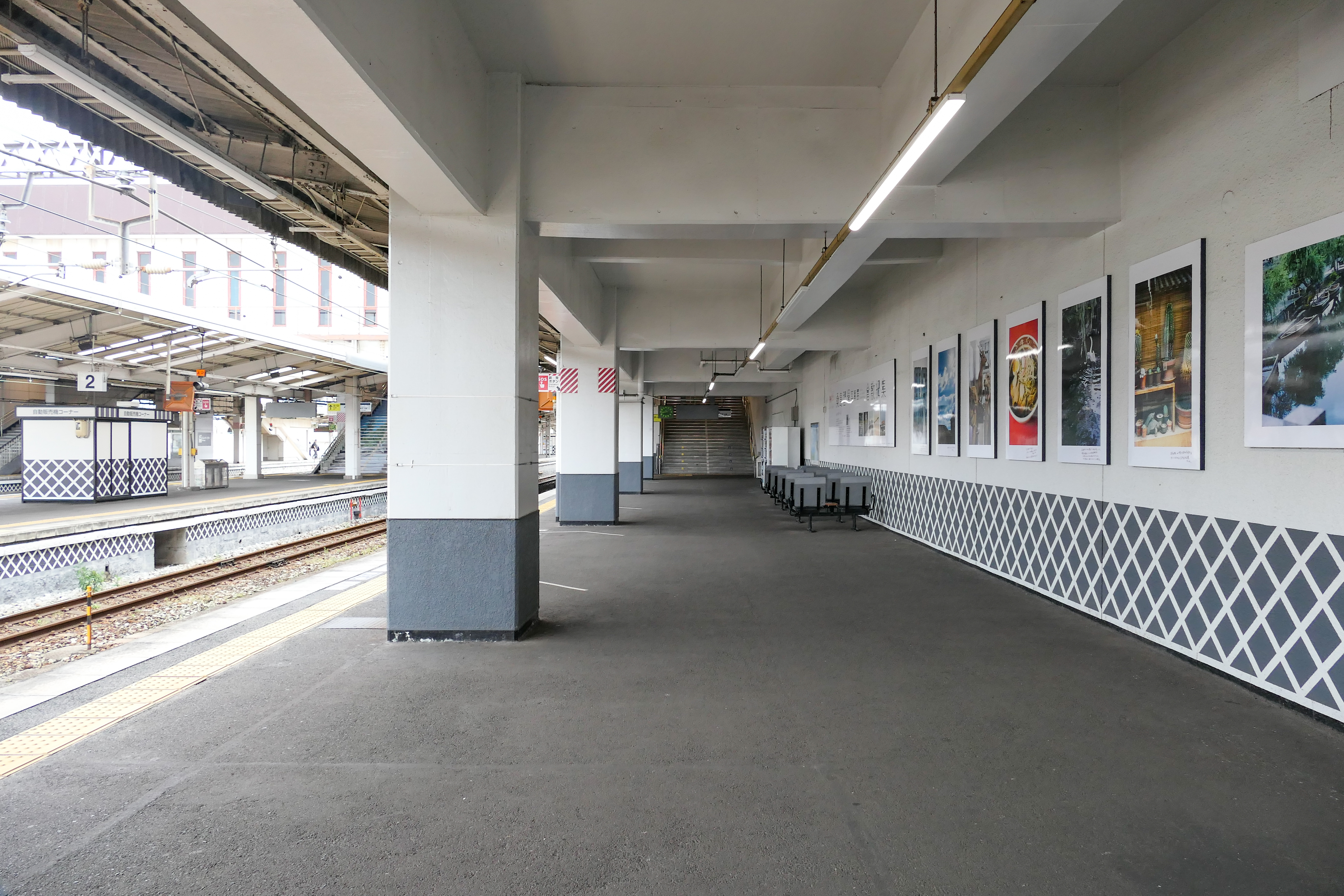
山陽本線一號月台 (2023年6月)
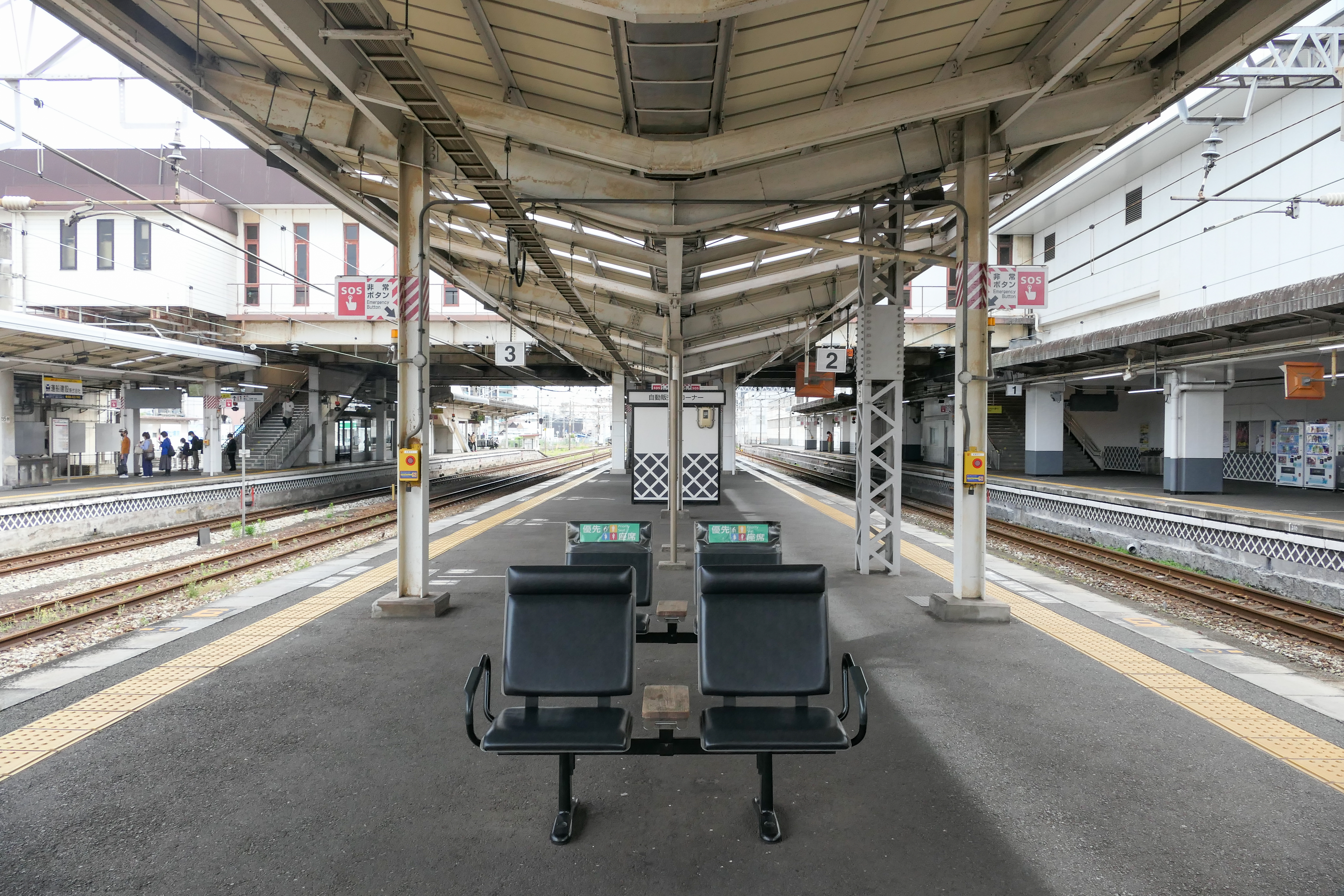
山陽本線2號與3號月台（2023年6月）
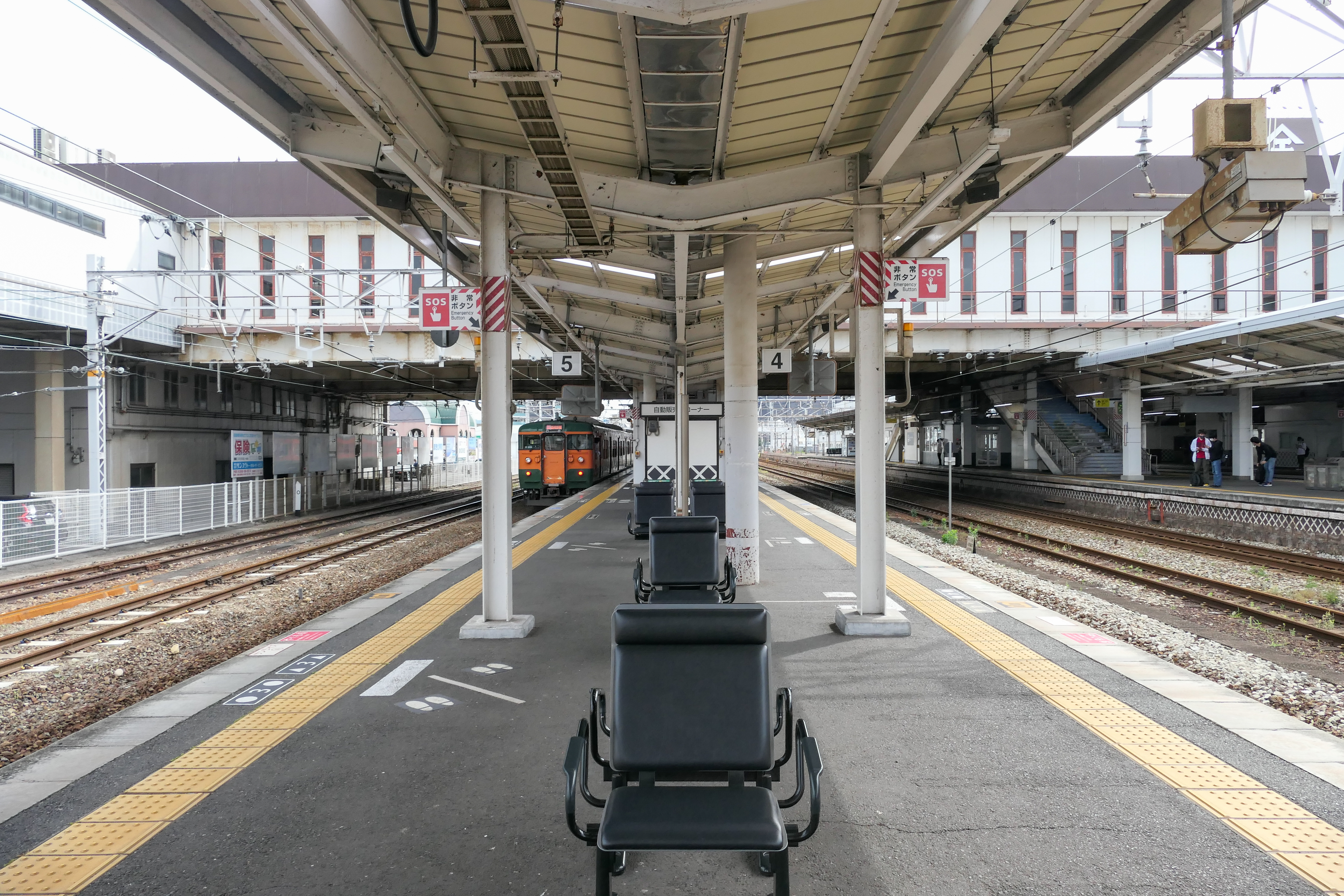
伯備線4號與5號月台 (2023年6月)

## 相鄰車站
西日本旅客鐵道
 山陽本線
■普通
中庄－倉敷－西阿知
 伯備線（岡山至倉敷之間行駛於山陽本線上）
- 特急「八雲」、寢台特急「日出出雲」停車站

■普通
中庄－倉敷－清音

## 註解
1. ↑  谷村新司作曲及作詞，山口百惠原唱。
2. ↑  美國民謠，1950年代後在日本被翻唱。
3. ↑  日本兒歌，大和田愛羅（日语：大和田愛羅）作曲，作詞者不詳，20世紀初期文部省編入尋常小學校的教科書（日语：尋常小学唱歌）。

## 外部連結
- （日語） JR西日本（倉敷站） （页面存档备份，存于）